# Scherma ai Giochi della XVII Olimpiade - Sciabola individuale maschile
La competizione della sciabola individuale  maschile  di scherma ai Giochi della XVII Olimpiade si tenne nei giorni 7 e 8 settembre 1960 al Palazzo dei Congressi di Roma.

## Programma
| Data             | Round            | Note                                       |
| ---------------- | ---------------- | ------------------------------------------ |
| 7 settembre 1960 | 1º turno         | 12 gruppi i primi tre passano il turno.    |
| 7 settembre 1960 | 2º turno         | 6 gruppi i primi quattro passano il turno. |
| 8 settembre 1960 | Quarti di finale | 4 gruppi i primi tre passano il turno.     |
| 8 settembre 1960 | Semifinali       | 2 gruppi i primi quattro passano il turno. |
| 8 settembre 1960 | Girone finale    |                                            |

## Risultati

### Primo turno
| Pos. | Atleta            | Nazione    | Vittorie | SF | SC | Incontri | Incontri | Incontri | Incontri | Incontri | Incontri |
| Pos. | Atleta            | Nazione    | Vittorie | SF | SC | ARA      | WÖH      | DYA      | GUT      | AZI      | KHA      |
| ---- | ----------------- | ---------- | -------- | -- | -- | -------- | -------- | -------- | -------- | -------- | -------- |
| 1    | Claude Arabo      | Francia    | 4        | 20 | 11 | X        | 5-4      | 5-3      | 5-2      | 5-2      | ND       |
| 2    | Wilfried Wöhler   | Germania   | 3        | 19 | 7  | 4-5      | X        | ND       | 5-1      | 5-0      | 5-1      |
| 3    | Asen Dyakovski    | Bulgaria   | 3        | 18 | 10 | 3-5      | ND       | X        | 5-1      | 5-1      | 5-3      |
| 4    | Augusto Gutiérrez | Venezuela  | 1        | 9  | 19 | 2-5      | 1-5      | 1-5      | X        | ND       | 5-4      |
| 5    | Orlando Azinhais  | Portogallo | 0        | 3  | 15 | 2-5      | 0-5      | 1-5      | ND       | X        | ND       |
| 6    | Jean Khayat       | Tunisia    | 0        | 8  | 15 | ND       | 1-5      | 3-5      | 4-5      | ND       | X        |

| Pos. | Atleta             | Nazione          | Vittorie | SF | SC | Incontri | Incontri | Incontri | Incontri | Incontri | Incontri |
| Pos. | Atleta             | Nazione          | Vittorie | SF | SC | CAL      | ASA      | ULR      | SIC      | ORD      | SEB      |
| ---- | ------------------ | ---------------- | -------- | -- | -- | -------- | -------- | -------- | -------- | -------- | -------- |
| 1    | Wladimiro Calarese | Italia           | 4        | 20 | 7  | X        | 5-3      | 5-1      | 5-2      | 5-1      | ND       |
| 2    | Nugzar Asatiani    | Unione Sovietica | 3        | 18 | 9  | 3-5      | X        | ND       | 5-3      | 5-0      | 5-1      |
| 3    | Günther Ulrich     | Austria          | 3        | 16 | 11 | 1-5      | ND       | X        | 5-3      | 5-2      | 5-1      |
| 4    | Michael Sichel     | Australia        | 1        | 13 | 16 | 2-5      | 3-5      | 3-5      | X        | ND       | 5-1      |
| 5    | Pablo Ordejón      | Spagna           | 0        | 3  | 15 | 1-5      | 0-5      | 2-5      | ND       | X        | ND       |
| 6    | Abderrahman Sebti  | Marocco          | 0        | 3  | 15 | ND       | 1-5      | 1-5      | 1-5      | ND       | X        |

| Pos. | Atleta             | Nazione  | Vittorie | SF | SC | Incontri | Incontri | Incontri | Incontri | Incontri |
| Pos. | Atleta             | Nazione  | Vittorie | SF | SC | THE      | ZUB      | STA      | OZA      | BEN      |
| ---- | ------------------ | -------- | -------- | -- | -- | -------- | -------- | -------- | -------- | -------- |
| 1    | Jürgen Theuerkauff | Germania | 4        | 20 | 9  | X        | 5-4      | 5-2      | 5-1      | 5-2      |
| 2    | Ryszard Zub        | Polonia  | 3        | 19 | 13 | 4-5      | X        | 5-3      | 5-3      | 5-2      |
| 3    | Boris Stavrev      | Bulgaria | 2        | 15 | 12 | 2-5      | 3-5      | X        | 5-0      | 5-2      |
| 4    | Tsugeo Ozawa       | Giappone | 1        | 9  | 17 | 1-5      | 3-5      | 0-5      | X        | 5-2      |
| 5    | Jacques Ben Gualid | Marocco  | 0        | 8  | 20 | 2-5      | 2-5      | 2-5      | 2-5      | X        |

| Pos. | Atleta           | Nazione   | Vittorie | SF    | SC   | Incontri | Incontri | Incontri | Incontri | Incontri | Incontri | Barrage | Barrage | Barrage |
| Pos. | Atleta           | Nazione   | Vittorie | SF    | SC   | PAW      | VAN      | WAN      | RAM      | DeD      | GAR      | WAN     | RAM     | DeD     |
| ---- | ---------------- | --------- | -------- | ----- | ---- | -------- | -------- | -------- | -------- | -------- | -------- | ------- | ------- | ------- |
| 1    | Jerzy Pawłowski  | Polonia   | 5        | 25    | 10   | X        | 5-1      | 5-3      | 5-2      | 5-3      | 5-1      |         |         |         |
| 2    | José Van Baelen  | Belgio    | 4        | 21    | 13   | 1-5      | X        | 5-4      | 5-2      | 5-1      | 5-1      |         |         |         |
| 3    | Josef Wanetschek | Austria   | 2+2      | 20+10 | 17+6 | 3-5      | 4-5      | X        | 3-5      | 5-1      | 5-1      | X       | 5-3     | 5-3     |
| 4    | Benito Ramos     | Messico   | 2+0      | 18+3  | 20+5 | 2-5      | 2-5      | 5-3      | X        | 4-5      | 5-2      | 3-5     | X       | ND      |
| 5    | César de Diego   | Spagna    | 2+0      | 15+3  | 22+5 | 3-5      | 1-5      | 1-5      | 5-4      | X        | 5-3      | 3-5     | ND      | X       |
| 6    | Luis García      | Venezuela | 0        | 8     | 25   | 1-5      | 1-5      | 1-5      | 2-5      | 3-5      | X        |         |         |         |

| Pos. | Atleta          | Nazione          | Vittorie | SF | SC | Incontri | Incontri | Incontri | Incontri | Incontri | Incontri |
| Pos. | Atleta          | Nazione          | Vittorie | SF | SC | RYL      | ROH      | LEC      | LAR      | FAJ      | DUQ      |
| ---- | --------------- | ---------------- | -------- | -- | -- | -------- | -------- | -------- | -------- | -------- | -------- |
| 1    | Jakov Ryl'skij  | Unione Sovietica | 4        | 22 | 8  | X        | 2-5      | 5-1      | 5-2      | 5-0      | 5-0      |
| 2    | Ladislau Rohony | Romania          | 4        | 24 | 9  | 5-2      | X        | 4-5      | 5-1      | 5-0      | 5-1      |
| 3    | Sandy Leckie    | Gran Bretagna    | 3        | 18 | 17 | 1-5      | 5-4      | X        | 2-5      | 5-2      | 5-1      |
| 4    | Juan Larrea     | Argentina        | 2        | 15 | 17 | 2-5      | 1-5      | 5-2      | X        | 2-5      | 5-0      |
| 5    | William Fajardo | Messico          | 2        | 12 | 20 | 0-5      | 0-5      | 2-5      | 5-2      | X        | 5-3      |
| 6    | Jaime Duque     | Colombia         | 0        | 5  | 25 | 0-5      | 1-5      | 1-5      | 0-5      | 3-5      | X        |

| Pos. | Atleta             | Nazione    | Vittorie | SF | SC | Incontri | Incontri | Incontri | Incontri | Incontri | Incontri |
| Pos. | Atleta             | Nazione    | Vittorie | SF | SC | HOR      | ROU      | SAN      | MAR      | FUJ      | MAR      |
| ---- | ------------------ | ---------- | -------- | -- | -- | -------- | -------- | -------- | -------- | -------- | -------- |
| 1    | Zoltán Horváth     | Ungheria   | 4        | 20 | 8  | X        | ND       | 5-1      | 5-4      | 5-0      | 5-3      |
| 2    | Jacques Roulot     | Francia    | 3        | 15 | 5  | ND       | X        | ND       | 5-3      | 5-1      | 5-1      |
| 3    | Daniel Sande       | Argentina  | 3        | 16 | 13 | 1-5      | ND       | X        | 5-4      | 5-2      | 5-2      |
| 4    | Ramón Martínez     | Spagna     | 1        | 16 | 17 | 4-5      | 3-5      | 4-5      | X        | 5-2      | ND       |
| 5    | Sonosuke Fujimaki  | Giappone   | 0        | 5  | 20 | 0-5      | 1-5      | 2-5      | 2-5      | X        | ND       |
| 6    | António Marquilhas | Portogallo | 0        | 6  | 15 | 3-5      | 1-5      | 2-5      | ND       | ND       | X        |

| Pos. | Atleta           | Nazione          | Vittorie | SF   | SC   | Incontri | Incontri | Incontri | Incontri | Incontri | Incontri | Barrage | Barrage | Barrage |
| Pos. | Atleta           | Nazione          | Vittorie | SF   | SC   | TYS      | KÖS      | VSI      | VSS      | FRE      | ANN      | VSI     | VSS     | FRE     |
| ---- | ---------------- | ---------------- | -------- | ---- | ---- | -------- | -------- | -------- | -------- | -------- | -------- | ------- | ------- | ------- |
| 1    | David Tyšler     | Unione Sovietica | 5        | 25   | 10   | X        | 5-3      | 5-2      | 5-1      | 5-3      | 5-1      |         |         |         |
| 2    | Walter Köstner   | Germania         | 4        | 23   | 12   | 3-5      | X        | 5-3      | 5-1      | 5-2      | 5-1      |         |         |         |
| 3    | Aleksandar Vasin | Jugoslavia       | 2+1      | 19+7 | 18+9 | 2-5      | 3-5      | X        | 4-5      | 5-2      | 5-1      | X       | 5-4     | 2-5     |
| 4    | Gustavo Vassallo | Argentina        | 2+1      | 16+9 | 21+6 | 1-5      | 1-5      | 5-4      | X        | 4-5      | 5-2      | 4-5     | X       | 5-1     |
| 5    | Palle Frey       | Danimarca        | 2+1      | 17+6 | 20+7 | 3-5      | 2-5      | 2-5      | 5-4      | X        | 5-1      | 5-2     | 1-5     | X       |
| 6    | Ali Annabi       | Tunisia          | 0        | 6    | 25   | 1-5      | 1-5      | 1-5      | 2-5      | 1-5      | X        |         |         |         |

| Pos. | Atleta           | Nazione       | Vittorie | SF   | SC   | Incontri | Incontri | Incontri | Incontri | Incontri | Incontri | Barrage |
| Pos. | Atleta           | Nazione       | Vittorie | SF   | SC   | FER      | MUS      | MOR      | COO      | BAR      | ECH      | Barrage |
| ---- | ---------------- | ------------- | -------- | ---- | ---- | -------- | -------- | -------- | -------- | -------- | -------- | ------- |
| 1    | Roberto Ferrari  | Italia        | 4        | 23   | 12   | X        | 3-5      | 5-4      | 5-1      | 5-2      | 5-0      |         |
| 2    | Dumitru Mustață  | Romania       | 4        | 22   | 14   | 5-3      | X        | 2-5      | 5-3      | 5-2      | 5-1      |         |
| 3    | Alfonso Morales  | Stati Uniti   | 3+1      | 23+5 | 16+2 | 4-5      | 5-2      | X        | 4-5      | 5-2      | 5-2      | 5-2     |
| 4    | Ralph Cooperman  | Gran Bretagna | 3+0      | 19+2 | 19+5 | 1-5      | 3-5      | 5-4      | X        | 5-4      | 5-1      | 2-5     |
| 5    | Raoul Barouch    | Tunisia       | 1        | 15   | 21   | 2-5      | 2-5      | 2-5      | 4-5      | X        | 5-1      |         |
| 6    | Emilio Echeverry | Colombia      | 0        | 5    | 25   | 0-5      | 1-5      | 2-5      | 1-5      | 1-5      | X        |         |

| Pos. | Atleta              | Nazione     | Vittorie | SF | SC | Incontri | Incontri | Incontri | Incontri | Incontri | Incontri |
| Pos. | Atleta              | Nazione     | Vittorie | SF | SC | GER      | D'A      | ARU      | BAL      | RON      | BEN      |
| ---- | ------------------- | ----------- | -------- | -- | -- | -------- | -------- | -------- | -------- | -------- | -------- |
| 1    | Aladár Gerevich     | Ungheria    | 5        | 25 | 12 | X        | 5-2      | 5-4      | 5-3      | 5-2      | 5-1      |
| 2    | Michael D'Asaro     | Stati Uniti | 4        | 22 | 15 | 2-5      | X        | 5-4      | 5-3      | 5-0      | 5-3      |
| 3    | Emeric Arus         | Romania     | 3        | 23 | 16 | 4-5      | 4-5      | X        | 5-2      | 5-3      | 5-1      |
| 4    | Gustave Balister    | Belgio      | 2        | 18 | 18 | 3-5      | 3-5      | 2-5      | X        | 5-0      | 5-3      |
| 5    | Michael Røn         | Israele     | 1        | 10 | 22 | 2-5      | 0-5      | 3-5      | 0-5      | X        | 5-2      |
| 6    | Mohamed Ben Joullon | Marocco     | 0        | 10 | 25 | 1-5      | 3-5      | 1-5      | 3-5      | 2-5      | X        |

| Pos. | Atleta                | Nazione    | Vittorie | SF    | SC    | Incontri | Incontri | Incontri | Incontri | Incontri | Barrage | Barrage | Barrage |
| Pos. | Atleta                | Nazione    | Vittorie | SF    | SC    | KÁR      | RES      | VAN      | ROD      | HAC      | RES     | VAN     | ROD     |
| ---- | --------------------- | ---------- | -------- | ----- | ----- | -------- | -------- | -------- | -------- | -------- | ------- | ------- | ------- |
| 1    | Rudolf Kárpáti        | Ungheria   | 4        | 19    | 7     | X        | 4-3      | 5-1      | 5-2      | 5-1      |         |         |         |
| 2    | Helmuth Resch         | Austria    | 2+2      | 17+10 | 10+4  | 3-4      | X        | 4-5      | 5-1      | 5-0      | X       | 5-3     | 5-1     |
| 3    | Marcel Van Der Auwera | Belgio     | 2+1      | 14+8  | 18+6  | 1-5      | 5-4      | X        | 3-5      | 5-4      | 3-5     | X       | 5-1     |
| 4    | Joaquim Rodrigues     | Portogallo | 2+0      | 13+2  | 17+10 | 2-5      | 1-5      | 5-3      | X        | 5-4      | 1-5     | 1-5     | X       |
| 5    | Keith Hackshall       | Australia  | 0        | 9     | 20    | 1-5      | 0-5      | 4-5      | 4-5      | X        |         |         |         |

| Pos. | Atleta            | Nazione       | Vittorie | SF | SC | Incontri | Incontri | Incontri | Incontri | Incontri | Incontri |
| Pos. | Atleta            | Nazione       | Vittorie | SF | SC | ZAB      | PAL      | CHI      | HAS      | AMB      | PIC      |
| ---- | ----------------- | ------------- | -------- | -- | -- | -------- | -------- | -------- | -------- | -------- | -------- |
| 1    | Wojciech Zabłocki | Polonia       | 5        | 25 | 7  | X        | 5-2      | 5-2      | 5-0      | 5-3      | 5-0      |
| 2    | Juan Paladino     | Uruguay       | 3        | 21 | 20 | 2-5      | X        | 5-3      | 4-5      | 5-4      | 5-3      |
| 3    | Pierluigi Chicca  | Italia        | 3        | 20 | 18 | 2-5      | 3-5      | X        | 5-1      | 5-3      | 5-4      |
| 4    | Jushar Haschja    | Indonesia     | 2        | 12 | 23 | 0-5      | 5-4      | 1-5      | X        | 1-5      | 5-4      |
| 5    | Michael Amberg    | Gran Bretagna | 1        | 19 | 21 | 3-5      | 4-5      | 3-5      | 5-1      | X        | 4-5      |
| 6    | Brian Pickworth   | Nuova Zelanda | 1        | 16 | 24 | 0-5      | 3-5      | 4-5      | 4-5      | 5-4      | X        |

| Pos. | Atleta             | Nazione     | Vittorie | SF   | SC   | Incontri | Incontri | Incontri | Incontri | Incontri | Incontri | Barrage |
| Pos. | Atleta             | Nazione     | Vittorie | SF   | SC   | KWA      | GOL      | LEF      | FUN      | TRA      | VAN      | Barrage |
| ---- | ------------------ | ----------- | -------- | ---- | ---- | -------- | -------- | -------- | -------- | -------- | -------- | ------- |
| 1    | Allan Kwartler     | Stati Uniti | 4        | 24   | 11   | X        | 4-5      | 5-3      | 5-1      | 5-1      | 5-1      |         |
| 2    | Teodoro Goliardi   | Uruguay     | 4        | 22   | 14   | 5-4      | X        | 2-5      | 5-4      | 5-1      | 5-0      |         |
| 3    | Jacques Lefèvre    | Francia     | 3+1      | 22+5 | 15+3 | 3-5      | 5-2      | X        | 4-5      | 5-2      | 5-1      | 5-3     |
| 4    | Mitsuyuki Funamizu | Giappone    | 3+0      | 20+3 | 18+5 | 1-5      | 4-5      | 5-4      | X        | 5-4      | 5-0      | 3-5     |
| 5    | Trần Văn Xuan      | Vietnam     | 1        | 13   | 20   | 1-5      | 1-5      | 2-5      | 4-5      | X        | 5-0      |         |
| 6    | David van Gelder   | Israele     | 0        | 2    | 25   | 1-5      | 0-5      | 1-5      | 0-5      | 0-5      | X        |         |

### Secondo turno
| Pos. | Atleta          | Nazione     | Vittorie | SF | SC | Incontri | Incontri | Incontri | Incontri | Incontri | Incontri |
| Pos. | Atleta          | Nazione     | Vittorie | SF | SC | ARA      | HOR      | D'A      | ROH      | PAL      | ULR      |
| ---- | --------------- | ----------- | -------- | -- | -- | -------- | -------- | -------- | -------- | -------- | -------- |
| 1    | Claude Arabo    | Francia     | 4        | 22 | 9  | X        | 2-5      | 5-2      | 5-1      | 5-1      | 5-0      |
| 2    | Zoltán Horváth  | Ungheria    | 4        | 22 | 11 | 5-2      | X        | 2-5      | 5-2      | 5-1      | 5-1      |
| 3    | Michael D'Asaro | Stati Uniti | 4        | 22 | 13 | 2-5      | 5-2      | X        | 5-2      | 5-3      | 5-1      |
| 4    | Ladislau Rohony | Romania     | 2        | 15 | 22 | 1-5      | 2-5      | 2-5      | X        | 5-3      | 5-4      |
| 5    | Juan Paladino   | Uruguay     | 1        | 13 | 24 | 1-5      | 1-5      | 3-5      | 3-5      | X        | 5-4      |
| 6    | Günther Ulrich  | Austria     | 0        | 10 | 25 | 0-5      | 1-5      | 1-5      | 4-5      | 4-5      | X        |

| Pos. | Atleta             | Nazione     | Vittorie | SF | SC | Incontri | Incontri | Incontri | Incontri | Incontri | Incontri |
| Pos. | Atleta             | Nazione     | Vittorie | SF | SC | GER      | CAL      | ROU      | MOR      | VAN      | STA      |
| ---- | ------------------ | ----------- | -------- | -- | -- | -------- | -------- | -------- | -------- | -------- | -------- |
| 1    | Aladár Gerevich    | Ungheria    | 3        | 19 | 13 | X        | 4-5      | 5-3      | ND       | 5-1      | 5-4      |
| 2    | Wladimiro Calarese | Italia      | 3        | 18 | 13 | 5-4      | X        | ND       | 3-5      | 5-1      | 5-3      |
| 3    | Jacques Roulot     | Francia     | 3        | 18 | 14 | 3-5      | ND       | X        | 5-2      | 5-3      | 5-4      |
| 4    | Alfonso Morales    | Stati Uniti | 2        | 14 | 13 | ND       | 5-3      | 2-5      | X        | 5-0      | 2-5      |
| 5    | José Van Baelen    | Belgio      | 1        | 10 | 22 | 1-5      | 1-5      | 3-5      | 0-5      | X        | 5-2      |
| 6    | Boris Stavrev      | Bulgaria    | 1        | 18 | 22 | 4-5      | 3-5      | 4-5      | 5-2      | 2-5      | X        |

| Pos. | Atleta            | Nazione          | Vittorie | SF | SC | Incontri | Incontri | Incontri | Incontri | Incontri | Incontri |
| Pos. | Atleta            | Nazione          | Vittorie | SF | SC | ZAB      | RYL      | KÖS      | DYA      | RES      | ARU      |
| ---- | ----------------- | ---------------- | -------- | -- | -- | -------- | -------- | -------- | -------- | -------- | -------- |
| 1    | Wojciech Zabłocki | Polonia          | 3        | 19 | 12 | X        | ND       | 5-2      | 4-5      | 5-2      | 5-3      |
| 2    | Jakov Ryl'skij    | Unione Sovietica | 3        | 15 | 8  | ND       | X        | 5-3      | 5-3      | ND       | 5-2      |
| 3    | Walter Köstner    | Germania         | 3        | 20 | 18 | 2-5      | 3-5      | X        | 5-4      | 5-0      | 5-4      |
| 4    | Asen Dyakovski    | Bulgaria         | 2        | 21 | 21 | 5-4      | 3-5      | 4-5      | X        | 5-2      | 4-5      |
| 5    | Helmuth Resch     | Austria          | 1        | 9  | 17 | 2-5      | ND       | 0-5      | 2-5      | X        | 5-2      |
| 6    | Emeric Arus       | Romania          | 1        | 16 | 24 | 3-5      | 2-5      | 4-5      | 5-4      | 2-5      | X        |

| Pos. | Atleta             | Nazione          | Vittorie | SF | SC | Incontri | Incontri | Incontri | Incontri | Incontri | Incontri |
| Pos. | Atleta             | Nazione          | Vittorie | SF | SC | LEF      | PAW      | THE      | ASA      | VAS      | MUS      |
| ---- | ------------------ | ---------------- | -------- | -- | -- | -------- | -------- | -------- | -------- | -------- | -------- |
| 1    | Jacques Lefèvre    | Francia          | 4        | 22 | 14 | X        | 5-4      | 5-1      | 2-5      | 5-3      | 5-1      |
| 2    | Jerzy Pawłowski    | Polonia          | 4        | 24 | 11 | 4-5      | X        | 5-2      | 5-0      | 5-1      | 5-3      |
| 3    | Jürgen Theuerkauff | Germania         | 3        | 18 | 20 | 1-5      | 2-5      | X        | 5-4      | 5-4      | 5-2      |
| 4    | Nugzar Asatiani    | Unione Sovietica | 2        | 17 | 19 | 5-2      | 0-5      | 4-5      | X        | 5-2      | 3-5      |
| 5    | Aleksandar Vasin   | Jugoslavia       | 1        | 15 | 23 | 3-5      | 1-5      | 4-5      | 2-5      | X        | 5-3      |
| 6    | Dumitru Mustață    | Romania          | 1        | 14 | 23 | 1-5      | 3-5      | 2-5      | 5-3      | 3-5      | X        |

| Pos. | Atleta           | Nazione       | Vittorie | SF | SC | Incontri | Incontri | Incontri | Incontri | Incontri | Incontri |
| Pos. | Atleta           | Nazione       | Vittorie | SF | SC | KÁR      | FER      | GOL      | WÖH      | SAN      | LEC      |
| ---- | ---------------- | ------------- | -------- | -- | -- | -------- | -------- | -------- | -------- | -------- | -------- |
| 1    | Rudolf Kárpáti   | Ungheria      | 4        | 24 | 9  | X        | 5-3      | 5-0      | 4-5      | 5-1      | 5-0      |
| 2    | Roberto Ferrari  | Italia        | 3        | 18 | 13 | 3-5      | X        | ND       | 5-1      | 5-3      | 5-4      |
| 3    | Teodoro Goliardi | Uruguay       | 3        | 15 | 15 | 0-5      | ND       | X        | 5-4      | 5-3      | 5-3      |
| 4    | Wilfried Wöhler  | Germania      | 2        | 16 | 22 | 5-4      | 1-5      | 4-5      | X        | 5-3      | 1-5      |
| 5    | Daniel Sande     | Argentina     | 1        | 15 | 23 | 1-5      | 3-5      | 3-5      | 3-5      | X        | 5-3      |
| 6    | Sandy Leckie     | Gran Bretagna | 1        | 15 | 21 | 0-5      | 4-5      | 3-5      | 5-1      | 3-5      | X        |

| Pos. | Atleta                | Nazione          | Vittorie | SF   | SC   | Incontri | Incontri | Incontri | Incontri | Incontri | Incontri | Barrage |
| Pos. | Atleta                | Nazione          | Vittorie | SF   | SC   | ZUB      | TYS      | KWA      | VAN      | CHI      | WAN      | Barrage |
| ---- | --------------------- | ---------------- | -------- | ---- | ---- | -------- | -------- | -------- | -------- | -------- | -------- | ------- |
| 1    | Ryszard Zub           | Polonia          | 4        | 24   | 16   | X        | 5-2      | 4-5      | 5-3      | 5-3      | 5-3      |         |
| 2    | David Tyšler          | Unione Sovietica | 3        | 20   | 16   | 2-5      | X        | 5-1      | 5-2      | 3-5      | 5-3      |         |
| 3    | Allan Kwartler        | Stati Uniti      | 3        | 19   | 22   | 5-4      | 1-5      | X        | 3-5      | 5-4      | 5-4      |         |
| 4    | Marcel Van Der Auwera | Belgio           | 2+1      | 19+5 | 21+3 | 3-5      | 2-5      | 5-3      | X        | 4-5      | 5-3      | 5-3     |
| 5    | Pierluigi Chicca      | Italia           | 2+0      | 20+3 | 22+5 | 3-5      | 5-3      | 4-5      | 5-4      | X        | 3-5      | 3-5     |
| 6    | Josef Wanetschek      | Austria          | 1        | 18   | 23   | 3-5      | 3-5      | 4-5      | 3-5      | 5-3      | X        |         |

### Quarti di finale
| Pos. | Atleta             | Nazione          | Vittorie | SF | SC | Incontri | Incontri | Incontri | Incontri | Incontri | Incontri |
| Pos. | Atleta             | Nazione          | Vittorie | SF | SC | ARA      | PAW      | TYS      | DYA      | THE      | KWA      |
| ---- | ------------------ | ---------------- | -------- | -- | -- | -------- | -------- | -------- | -------- | -------- | -------- |
| 1    | Claude Arabo       | Francia          | 4        | 21 | 14 | X        | 1-5      | 5-4      | 5-2      | 5-1      | 5-2      |
| 2    | Jerzy Pawłowski    | Polonia          | 4        | 21 | 14 | 5-1      | X        | 1-5      | 5-3      | 5-2      | 5-3      |
| 3    | David Tyšler       | Unione Sovietica | 4        | 24 | 13 | 4-5      | 5-1      | X        | 5-4      | 5-3      | 5-0      |
| 4    | Asen Dyakovski     | Bulgaria         | 2        | 19 | 15 | 2-5      | 3-5      | 4-5      | X        | 5-0      | 5-0      |
| 5    | Jürgen Theuerkauff | Germania         | 0        | 6  | 20 | 1-5      | 2-5      | 3-5      | 0-5      | X        | ND       |
| 6    | Allan Kwartler     | Stati Uniti      | 0        | 5  | 20 | 2-5      | 3-5      | 0-5      | 0-5      | ND       | X        |

| Pos. | Atleta                | Nazione          | Vittorie | SF | SC | Incontri | Incontri | Incontri | Incontri | Incontri | Incontri |
| Pos. | Atleta                | Nazione          | Vittorie | SF | SC | RYL      | FER      | HOR      | ZUB      | VAN      | MOR      |
| ---- | --------------------- | ---------------- | -------- | -- | -- | -------- | -------- | -------- | -------- | -------- | -------- |
| 1    | Jakov Ryl'skij        | Unione Sovietica | 4        | 24 | 10 | X        | 5-1      | 5-1      | 4-5      | 5-1      | 5-2      |
| 2    | Roberto Ferrari       | Italia           | 4        | 21 | 16 | 1-5      | X        | 5-4      | 5-2      | 5-2      | 5-3      |
| 3    | Zoltán Horváth        | Ungheria         | 3        | 20 | 15 | 1-5      | 4-5      | X        | 5-1      | 5-2      | 5-2      |
| 4    | Ryszard Zub           | Polonia          | 2        | 17 | 22 | 5-4      | 2-5      | 1-5      | X        | 4-5      | 5-3      |
| 5    | Marcel Van Der Auwera | Belgio           | 2        | 15 | 22 | 1-5      | 2-5      | 2-5      | 5-4      | X        | 5-3      |
| 6    | Alfonso Morales       | Stati Uniti      | 0        | 13 | 25 | 2-5      | 3-5      | 2-5      | 3-5      | 3-5      | X        |

| Pos. | Atleta            | Nazione          | Vittorie | SF | SC | Incontri | Incontri | Incontri | Incontri | Incontri | Incontri |
| Pos. | Atleta            | Nazione          | Vittorie | SF | SC | ZAB      | GER      | ROU      | GOL      | ASA      | KÖS      |
| ---- | ----------------- | ---------------- | -------- | -- | -- | -------- | -------- | -------- | -------- | -------- | -------- |
| 1    | Wojciech Zabłocki | Polonia          | 4        | 24 | 14 | X        | 4-5      | 5-1      | 5-2      | 5-3      | 5-3      |
| 2    | Aladár Gerevich   | Ungheria         | 3        | 22 | 16 | 5-4      | X        | 4-5      | 5-0      | 3-5      | 5-2      |
| 3    | Jacques Roulot    | Francia          | 3        | 20 | 21 | 1-5      | 5-4      | X        | 5-3      | 4-5      | 5-4      |
| 4    | Teodoro Goliardi  | Uruguay          | 2        | 15 | 18 | 2-5      | 0-5      | 3-5      | X        | 5-2      | 5-1      |
| 5    | Nugzar Asatiani   | Unione Sovietica | 2        | 18 | 22 | 3-5      | 5-3      | 5-4      | 2-5      | X        | 3-5      |
| 6    | Walter Köstner    | Germania         | 1        | 15 | 23 | 3-5      | 2-5      | 4-5      | 1-5      | 5-3      | X        |

| Pos. | Atleta             | Nazione     | Vittorie | SF | SC | Incontri | Incontri | Incontri | Incontri | Incontri | Incontri |
| Pos. | Atleta             | Nazione     | Vittorie | SF | SC | KÁR      | ROH      | CAL      | LEF      | D'A      | WÖH      |
| ---- | ------------------ | ----------- | -------- | -- | -- | -------- | -------- | -------- | -------- | -------- | -------- |
| 1    | Rudolf Kárpáti     | Ungheria    | 4        | 22 | 14 | X        | 2-5      | 5-1      | 5-4      | 5-1      | 5-3      |
| 2    | Ladislau Rohony    | Romania     | 3        | 21 | 18 | 5-2      | X        | 4-5      | 2-5      | 5-3      | 5-3      |
| 3    | Wladimiro Calarese | Italia      | 3        | 19 | 21 | 1-5      | 5-4      | X        | 5-4      | 5-3      | 3-5      |
| 4    | Jacques Lefèvre    | Francia     | 2        | 21 | 19 | 4-5      | 5-2      | 4-5      | X        | 3-5      | 5-2      |
| 5    | Michael D'Asaro    | Stati Uniti | 1        | 12 | 18 | 1-5      | 3-5      | 3-5      | 5-3      | X        | ND       |
| 6    | Wilfried Wöhler    | Germania    | 1        | 13 | 18 | 3-5      | 3-5      | 5-3      | 2-5      | ND       | X        |

### Semifinali
| Pos. | Atleta            | Nazione          | Vittorie | SF   | SC   | Incontri | Incontri | Incontri | Incontri | Incontri | Incontri | Barrage |
| Pos. | Atleta            | Nazione          | Vittorie | SF   | SC   | KÁR      | ARA      | TYS      | ZAB      | FER      | ROH      | Barrage |
| ---- | ----------------- | ---------------- | -------- | ---- | ---- | -------- | -------- | -------- | -------- | -------- | -------- | ------- |
| 1    | Rudolf Kárpáti    | Ungheria         | 4        | 23   | 17   | X        | 3-5      | 5-4      | 5-4      | 5-3      | 5-1      |         |
| 2    | Claude Arabo      | Francia          | 3        | 22   | 17   | 5-3      | X        | 5-2      | 5-2      | 3-5      | 4-5      |         |
| 3    | David Tyšler      | Unione Sovietica | 3        | 21   | 19   | 4-5      | 2-5      | X        | 5-3      | 5-4      | 5-2      |         |
| 4    | Wojciech Zabłocki | Polonia          | 2+1      | 19+5 | 22+3 | 4-5      | 2-5      | 3-5      | X        | 5-4      | 5-3      | 5-4     |
| 5    | Roberto Ferrari   | Italia           | 2+0      | 21+3 | 22+5 | 3-5      | 5-3      | 4-5      | 4-5      | X        | 5-4      | 4-5     |
| 6    | Ladislau Rohony   | Romania          | 1        | 15   | 24   | 1-5      | 5-4      | 2-5      | 3-5      | 4-5      | X        |         |

| 1 | Jerzy Pawłowski    | Polonia          | 4   | 24   | 15   | X   | 5-3 | 5-1 | 5-4 | 4-5 | 5-2 |     |     |     |
| 2 | Zoltán Horváth     | Ungheria         | 4   | 23   | 18   | 3-5 | X   | 5-4 | 5-3 | 5-4 | 5-2 |     |     |     |
| 3 | Wladimiro Calarese | Italia           | 2+1 | 18+8 | 22+6 | 1-5 | 4-5 | X   | 5-3 | 5-4 | 3-5 | X   | 3-5 | 5-1 |
| 4 | Jakov Ryl'skij     | Unione Sovietica | 2+1 | 20+8 | 19+8 | 4-5 | 3-5 | 3-5 | X   | 5-3 | 5-1 | 5-3 | X   | 3-5 |
| 5 | Aladár Gerevich    | Ungheria         | 2+1 | 21+6 | 22+8 | 5-4 | 4-5 | 4-5 | 3-5 | X   | 5-3 | 1-5 | 5-3 | X   |
| 6 | Jacques Roulot     | Francia          | 1   | 13   | 23   | 2-5 | 2-5 | 5-3 | 1-5 | 3-5 | X   |     |     |     |

### Girone Finale
| Pos. | Atleta             | Nazione          | Vittorie | SF | SC | Incontri | Incontri | Incontri | Incontri | Incontri | Incontri | Incontri | Incontri |
| Pos. | Atleta             | Nazione          | Vittorie | SF | SC | KÁR      | HOR      | CAL      | ARA      | ZAB      | PAW      | TYS      | RYL      |
| ---- | ------------------ | ---------------- | -------- | -- | -- | -------- | -------- | -------- | -------- | -------- | -------- | -------- | -------- |
| Oro  | Rudolf Kárpáti     | Ungheria         | 5        | 31 | 25 | X        | 5-4      | 3-5      | 5-4      | 5-0      | 5-4      | 5-3      | 3-5      |
| B    | Zoltán Horváth     | Ungheria         | 4        | 29 | 26 | 4-5      | X        | 5-3      | 5-3      | 2-5      | 3-5      | 5-3      | 5-2      |
| B    | Wladimiro Calarese | Italia           | 4        | 31 | 29 | 5-3      | 3-5      | X        | 5-4      | 4-5      | 5-3      | 5-4      | 4-5      |
| B    | Claude Arabo       | Francia          | 4        | 31 | 29 | 4-5      | 3-5      | 4-5      | X        | 5-4      | 5-3      | 5-3      | 5-4      |
| B    | Wojciech Zabłocki  | Polonia          | 4        | 27 | 26 | 0-5      | 5-2      | 5-4      | 4-5      | X        | 3-5      | 5-1      | 5-4      |
| 6    | Jerzy Pawłowski    | Polonia          | 3        | 28 | 28 | 4-5      | 5-3      | 3-5      | 3-5      | 5-3      | X        | 3-5      | 5-2      |
| 7    | David Tyšler       | Unione Sovietica | 2        | 24 | 29 | 3-5      | 3-5      | 4-5      | 3-5      | 1-5      | 5-3      | X        | 5-1      |
| 8    | Jakov Ryl'skij     | Unione Sovietica | 2        | 23 | 32 | 5-3      | 2-5      | 5-4      | 4-5      | 4-5      | 2-5      | 1-5      | X        |

#### Barrage
| Pos.    | Atleta             | Nazione  | Vittorie | SF | SC | Incontri | Incontri | Incontri | Incontri |
| Pos.    | Atleta             | Nazione  | Vittorie | SF | SC | HOR      | CAL      | ARA      | ZAB      |
| ------- | ------------------ | -------- | -------- | -- | -- | -------- | -------- | -------- | -------- |
| Argento | Zoltán Horváth     | Ungheria | 2        | 14 | 8  | X        | 4-5      | 5-1      | 5-2      |
| Bronzo  | Wladimiro Calarese | Italia   | 2        | 13 | 12 | 5-4      | X        | 3-5      | 5-3      |
| 4       | Claude Arabo       | Francia  | 2        | 11 | 12 | 1-5      | 5-3      | X        | 5-4      |
| 5       | Wojciech Zabłocki  | Polonia  | 0        | 9  | 15 | 2-5      | 3-5      | 4-5      | X        |